# 551
551 је била проста година.

## Догађаји
- Након смрти његовог рођака Германа, Јустинијан I поставља Нарзеса за новог врховног команданта и враћа се у Италију. У Салони на јадранској обали, он окупља византијске експедиционе снаге од укупно 20.000 до 30.000 људи и контингент страних савезника, посебно Лангобарда, Херула, Срба и Бугара.
- Готски рат: Нарзес стиже у Венецију и открива да је моћна готско-франачка војска (50.000 људи), под заједничком командом краљева Тотиле и Теудебалда, блокирала главни пут до долине Пада. Не желећи да ангажује тако страшну силу и уверен да ће Франци избећи директну конфронтацију, Нарсес заобилази лагуне дуж обале Јадрана, користећи пловила да прескаче своју војску од тачке до тачке дуж обале. На тај начин стиже у престоницу Равену без икаквог противљења. Он напада и разбија малу готичку силу у Ариминуму (модерни Римини).
- Пролеће – Земљотрес 551. године у Малијском заливу дешава се у близини Малијског залива; утиче на градове Ехинус и Тарф.
- 9. јул – Бејрут разорен земљотресом и цунамијем. Његов епицентар има процењену магнитуду од око 7,2 или 7,6, а према извештајима Антонина од Пјаћенце, хришћанског ходочасника, убијено је око 30.000 људи.
- Јесен – Битка код Сене Галике: Византијска флота (50 ратних бродова) уништава готску поморску силу под Индулфом у близини Сене Галике (Сенигалија), неких 27 км северно од Анконе. То означава крај готске превласти у Средоземном мору.
- Атанагилд се побунио против визиготског краља Агиле. Њихове војске се састају код Севиље (Андалузија), а Агила је поражен.
- У Европи се појављује 12.000 Кутригура предвођених Кинијалом и другима да помогну Гепидима.
- Пролеће – Лазички рат – Опсада Петре (550–551): Византијска војска и њихови савезници Сабир (око 6.000 људи) под Бесом поново заузимају стратешку византијску тврђаву Петру, која се налази на обали Црног мора. Он наређује да се градске зидине сравне са земљом.
- Јесен – Сјао Донг, пранећак побуњеног генерала Хоу Ђинга, наслеђује Ђианвен Дија на месту цара из династије Лианг. Ксиао Донг нема стварну моћ и Хоу Јинг контролише царску владу у главном граду Јианканг.
- Бумин Каган, поглавица Гоктурка, оснива Турски каганат. Он уједињује локална турска племена и одбацује јарам руранске доминације.
- Јорданес, римски бирократа, објављује „Порекло и дела Гота“.